# 羅根好好運
是一部於2017年上映的美國搶劫喜劇電影，由史蒂芬·索德柏執導，蕾貝卡·布蘭特編劇，並由查寧·坦圖、亞當·崔佛、塞思·麥克法蘭、芮莉·克亞芙、凱蒂·荷姆斯、凱薩琳·華特斯頓、德懷特·尤科姆、賽巴斯汀·斯坦、布萊恩·格里森、傑克·奎德、希拉蕊·史旺與丹尼爾·克雷格等人主演。《羅根好好運》2017年8月18日由Bleecker Street與Fingerprint Releasing在美國發行。

## 劇情
吉米·羅根（查寧·坦圖 飾演）與克萊德·羅根（亞當·崔佛 飾演）為了扭轉羅根家族的詛咒，打算在北卡羅來納州康科德的夏洛特賽道於陣亡將士紀念日週末舉行可口可樂600賽事時行搶。

## 角色
- 查寧·坦圖 飾演 吉米·羅根
- 亞當·崔佛 飾演 克萊德·羅根
- 塞思·麥克法蘭 飾演 麥斯·切爾布林
- 芮莉·克亞芙 飾演 梅莉·羅根
- 凱蒂·荷姆斯 飾演 芭比·喬·羅根·查普曼
- 凱薩琳·華特斯頓 飾演 西爾維亞·哈里森
- 德懷特·尤科姆（英语：Dwight Yoakam） 飾演 沃登·包恩斯
- 賽巴斯汀·斯坦 飾演 戴頓·懷特
- 布萊恩·格里森（英语：Brian Gleeson (actor)） 飾演 山姆·班[4]
- 傑克·奎德 飾演 費許·班
- 希拉蕊·史旺 飾演 莎拉·格雷森探員
- 丹尼爾·克雷格 飾演 喬·班
- 傑斯科·懷特（英语：Jesco White） 飾演 他自己
- 大衛·丹曼 飾演 穆迪·查普曼
- 吉姆·歐海爾（英语：Jim O'Heir） 飾演 凱爾
- 梅肯·布萊爾 飾演 布萊德·努南探員

## 製作
在該片上映前，史蒂芬·索德柏的最新作品是《熾愛琴人》，且他打算在拍完《熾愛琴人》後便不再接下任何電影的導演工作。最初，編劇將劇本交給了索德柏，並希望他能找到合適的導演來執導該片。索德柏喜歡讀劇本，並指出，這將會是一部「不那麼華麗的《瞞天過海》」，他告訴《娛樂週刊》，片中「沒有人穿上等衣服。沒有人有好東西。他們沒有錢。他們不夠專業。他們完全仰賴他們那粗糙的技術」。
查寧·坦圖於2016年2月加盟該片。《綜藝》雜誌報導，麥特·戴蒙也成為了劇組的一員。不久後，Deadline.com指出，戴蒙並未加入該片。同時，麥可·夏儂也加盟了電影。5月11日，由於與其他合約的衝突，夏儂不得不退出劇組，而亞當·崔佛與塞思·麥克法蘭則開始進行談判。5月26日，崔佛、麥克法蘭、丹尼爾·克雷格、凱瑟琳·海格與芮莉·克亞芙等人加盟了劇組。同月，全國運動汽車競賽協會（NASCAR）宣布，他們將為電影的製作提供協助。6月，據報導，希拉蕊·史旺、凱薩琳·華特斯頓與傑克·奎德簽約出演該片。8月15日，大衛·丹曼加入了主演的行列。據8月22日的報導，吉姆·歐海爾將出演該片。賽巴斯汀·斯坦於8月31日加盟了劇組。8月下旬，該片在亞特蘭大賽車場取景。主體拍攝始於9月初，並計劃於35天後結束。

## 發行
《羅根好好運》排於2017年8月18日由Bleecker Street與Fingerprint Releasing在美國發行。

### 評價
《羅根好好運》獲得了正面居多的評價。爛番茄根據126條評論，持有93%的新鮮度，平均得分7.5／10。在Metacritic上，其得分78。據CinemaScore調查，觀眾在A+至F間的評價落在「B」。

2023年8月，本片在爛番茄整理「2010年代最佳50部喜劇」的排行榜，位居第19名。

### 票房
在美國及加拿大，《羅根好好運》與《殺手保鑣》同天上映並競爭。外界預估，《羅根好好運》能在首週末從3,008家劇院中獲得700萬至900萬美元的票房。本片在首映的第一天獲得了280萬美元（包括週四晚間的52萬5000美元）。美國首週末票房收入為760萬美元，位居當週票房排名第三。

## 外部連結
- 互联网电影数据库（IMDb）上《羅根好好運》的资料（英文）
- 爛番茄上《羅根好好運》的資料（英文）
- Metacritic上《羅根好好運》的資料（英文）
- 豆瓣电影上《羅根好好運》的資料 （简体中文）